# École nationale supérieure des industries agricoles et alimentaires
L'École nationale supérieure des industries agricoles et alimentaires (ENSIA) était un établissement public d'enseignement et de recherche, sous tutelle du ministère chargé de l'agriculture, qui formait des ingénieurs agroalimentaires pour les industries agroalimentaires et les secteurs connexes (industries pharmaceutiques, chimiques et cosmétiques, grande distribution, conseil). Créée en 1893, cette école d'ingénieurs était, avant la fusion dans AgroParisTech et dans ces dernières années, présente sur deux sites : un campus principal à Massy (Essonne) et une antenne à Montpellier.

## Historique

### École nationale des industries agricoles à Douai (1893 à 1960)
L'École nationale des industries agricoles s'est implantée en 1893 à Douai. La localisation avait conduit à privilégier les enseignements liés à l'industrie développée dans le Nord de la France, en l'occurrence la sucrerie, la distillerie et la brasserie-malterie.
Le site initial de Douai était destiné à l'enseignement des matières telles que fermentation, laiterie, brasserie, sucrerie en 3e année. Les élèves réalisaient une campagne sucrière de septembre à décembre après trois à quatre semaines de formation accélérée à l'école. Ils partaient en stage à nouveau début mai jusque l'été (brasserie, laiterie, etc.). L'école possédait des laboratoires importants, des ateliers, un internat... et des professeurs de renom ayant suivi deux générations d'étudiants.
Historiquement, les premiers sites étaient en effet à Paris (à l'institut océanographique) et à Douai.

### École nationale supérieure des industries agricoles et alimentaires (1961 à 2006)
En 1961, par décret, l'École est renommée École nationale supérieure des industries agricoles et alimentaire qui recrutait sur un concours dont le programme est arrêté par le ministre de l'Agriculture. Après une formation de trois ans, était délivré le diplôme d'ingénieur des Industries agricoles et alimentaires de Douai-Massy.
Le site de Massy était destiné aux deux premières années de formation générales en industrie agroalimentaire (IAA) et aux spécialités des IAA, autres que celles de Douai, en 3e année.
Les étudiants de Massy suivaient des travaux pratiques à l'école des arts et métiers de Cachan où ils s'initiaient au tournage, au fraisage et autres techniques de mécanique générale. Ils pratiquaient également quelques exercices pratiques au CNAM à Paris pour se familiariser avec les moteurs électriques.
Le complexe universitaire de Villeneuve-d'Ascq était aussi un site utilisé par les étudiants de troisième année de Massy.
L'ENSIA a créé en 1977, sur Montpellier, une Section des industries agro-alimentaires pour les régions chaudes (SIARC), en collaboration avec l'université de Montpellier, notamment pour l'option œnologie.
En 1975/1976, s'est posée la question de scinder l'école en deux : une pour les filles, une pour les garçons tant cette école était prisée par les filles sortant des classes préparatoires agro, ce qui posait des problèmes vis-à-vis des employeurs de l'époque. Le tollé général des étudiants a vite étouffé cette initiative.

### Fermeture du site en 2007
Le site historique de Douai a fermé et depuis 2007, l'école a été scindée en deux parties : le site de Massy a rejoint AgroParisTech (Institut des sciences et industries du vivant et de l'environnement), tandis que celui de Montpellier fait partie du Centre international d'études supérieures en sciences agronomiques, intégré à l'Institut Agro Montpellier (anciennement appelé : Montpellier Sup Agro).

## Quelques enseignants
- Félix Pailheret, né le 4 février 1871. Diplômé de l'Ecole Nationale d'agriculture de Rennes en 1887, il devient répétiteur de chimie dans le même établissement à partir de 1892. Il est ensuite professeur à l'école nationale des industries agricoles à Douai[4]. Il est également auteur d'une étude sur le cidre, co-rédigée avec Louis Annet Seguin[5].